# Ёсида, Тацуя
Тацуя Ёсида, (яп. 吉田達也) (1961, Китаками) — японский барабанщик и композитор, участник и лидер множества коллективов и проектов. Сотрудничал с Джоном Зорном, Фредом Фритом, Дереком Бейли, Кейдзи Хайно и многими другими музыкантами современной авангардной сцены. Увлекается фотографированием камней и руин по всему свету.

## Биография
Ёсида не получил музыкального образования, но барабанил с детства, работал в духовом оркестре, играл в японской прогрессив-группе. В ранних 80-х сам стал сочинять музыку в стилях прогрессив и new wave.
В 1985 году создал свою группу Ruins (цойль-панк дуэт), которая стала основным его проектом.
Позже создаёт рекорд-лейбл Magaibutsu Limited, на котором выходят многочисленные проекты и эксперименты.
1991 год. Появляется его проект Koenji Hyakkei — более прогрессив, чем индустриально-шумовой дуэт Ruins. Тем не менее, их роднит (кроме основ стилистики) ярость исполнения и мощь ритмов, граничащих с хардкором.
С 1995 года сотрудничает с проектом Джона Зорна Painkiller (с Зорном Ёсида знаком с середины 80-х).

В том же 1995 г. основал проект Akaten, демонстрирующий звуковое отображение дешёвой и простой повседневности. В качестве перкуссии используются ножницы, застежки-молнии, пластмассовые бутылки и другие предметы, а вместо песен выкрикиваются торговые марки.

И опять-таки в 1995 году появляется проект Zubi Zuva X (Yoshida/Tsuyama/Kawabata), призванный довести идею пения до абсурда. Музыканты поют а капелла, музыкальный спектр от григорианских напевов до воплей — и всё это в юмористической подаче, вызывающей смех в зале.
В 1998 году появляется проект Korekyojin.
В 2002 году Ёсида вошёл в состав шведской группы Samla Mammas Manna.
С 2001 по 2007 год выпускает 5 полноценных альбомов и ещё 3 мини-альбомов или синглов под сценическим именем Joseph Nothing. Joseph Nothing — гиперподвижный легкомысленный «игрушечный» электро-брейкбит. Здесь смешиваются IDM, поп, фанк и традиционная японская музыка.
2004 г. Группу Ruins покидает очередной басист и отныне Ёсида выступает под басовый минус с проектом «Ruins Alone», или (с 2006 года) вместе с Оно Рёко, которая играет на саксофоне-альте (проект Sax Ruins).

## Дискография
- https://web.archive.org/web/20140328012614/http://www5e.biglobe.ne.jp/~ruins/eng/data3_eng.html  (англ.)
- http://magaibutsu.com/mgb/category/discography/ (англ.) Архивная копия от 28 марта 2014 на Wayback Machine